# 名張川
名張川（なばりがわ）は、淀川水系木津川の支流で奈良県・三重県・京都府の県境付近を流れる一級河川。奈良県内では五月川とも呼ばれる。

## 地理
奈良県宇陀郡御杖村の高見山地三峰山北麓に発し、程なく奈良県から三重県に入って北流。比奈知ダム付近で西流に転じ、名張市街で青蓮寺川・宇陀川を相次いで併せる。市街地西部で大きく蛇行した名張川は渓谷を刻み、再び奈良県に入ったり、奈良・三重県境となったりを繰り返す。奈良市月ヶ瀬付近から、高山ダムが迫るため川面が谷全体に広がり出し、そのまま京都府南山城村に入る。高山ダムを過ぎるとすぐ、夢絃峡と名付けられた地点で木津川に合流する。

## 流域の自治体
奈良県宇陀郡御杖村
三重県津市（旧一志郡美杉村）、名張市
奈良県山辺郡山添村
三重県伊賀市
奈良県奈良市（旧添上郡月ヶ瀬村）
京都府相楽郡南山城村

## 主な支流
- 青蓮寺川
- 宇陀川
- シャックリ川

## 流域の観光地
- 香落渓（青蓮寺川、三重県名張市青蓮寺/名張市中知山）
- 名勝 月瀬梅林（奈良県奈良市月ヶ瀬尾山）
- 赤目一志峡県立自然公園

## 並行する交通

### 道路
- 国道368号
- 奈良県道・三重県道80号奈良名張線

橋梁
- 美杉御杖大橋 - （三重県津市）（国道368号線）
- 倶留尊口橋 - （三重県津市）
- 上太郎生大橋 - （三重県津市）（国道368号線）
- 太郎生大橋 - （三重県津市）（国道368号線）
- 中太郎生橋 - （三重県津市）（国道368号線）
- 東西橋 - （三重県津市）
- 下太郎生橋 - （三重県津市）（国道368号線）
- 太郎生殿橋 - （三重県津市）（国道368号線）
- 川向橋 - （三重県津市）
- 飯垣内橋 - （三重県津市）
- 新昭和橋 - （三重県名張市）
- 無名橋（吊り橋） - （三重県名張市）
- 新布瀬橋 - （三重県名張市）（国道368号線）
- 布瀬橋 - （三重県名張市）（国道368号線）
- 新長瀬橋 - （三重県名張市）（三重県道693号蔵持霧生線）
- 糀屋橋 - （三重県名張市）
- 横矢橋 - （三重県名張市）
- 木平橋 - （三重県名張市）
- 天王大橋 - （三重県名張市）（国道368号線、国道422号線）
- 赤岩大橋 - （三重県名張市）（ひなち湖）
- 月出橋 - （三重県名張市）
- 大昭橋 - （三重県名張市）
- 前川瀬橋 - （三重県名張市）
- 比奈知大橋 - （三重県名張市）
- 四間橋 - （三重県名張市）（三重県道693号蔵持霧生線）
- 宮橋潜水橋 - （三重県名張市）
- 夏見橋 - （三重県名張市）（三重県道・奈良県道81号名張曽爾線）
- 新夏見橋 - （三重県名張市）（国道165号線）
- 沖津藻大橋 - （三重県名張市）（奈良県道・三重県道80号奈良名張線）
- 名張川橋梁 - （三重県名張市）（近鉄大阪線）
- 鍛冶町橋 - （三重県名張市）（初瀬街道）
- 新町橋 - （三重県名張市）（初瀬街道）
- 名張大橋 - （三重県名張市）（三重県道57号上野名張線）
- 朝日潜水橋 - （三重県名張市）
- 大屋戸潜水橋 - （三重県名張市）
- 大屋戸橋 - （三重県名張市）（奈良県道・三重県道80号奈良名張線）
- 大屋戸歩道橋 - （三重県名張市）
- 夏秋橋 - （三重県名張市）
- 薦生橋 - （三重県名張市）（奈良県道・三重県道782号上笠間八幡名張線）
- 家野橋 - （三重県名張市）
- 広瀬橋 - （奈良県山辺郡山添村）
- 大川橋 - （奈良県山辺郡山添村）
- 新五月橋 - （三重県伊賀市、奈良県山辺郡山添村）（国道25号線 名阪国道）
- 五月橋 - （三重県伊賀市、奈良県山辺郡山添村）（国道25号線）
- 月ヶ瀬橋 - （奈良県奈良市）（三重県道・奈良県道・京都府道82号上野南山城線）
- 八幡橋 - （奈良県奈良市、京都府相楽郡南山城村）
- 高山橋 - （京都府相楽郡南山城村）